# Desmonus pudicus
Desmonus pudicus är en mångfotingart som först beskrevs av Charles Harvey Bollman 1888.  Desmonus pudicus ingår i släktet Desmonus och familjen Sphaeriodesmidae. Inga underarter finns listade i Catalogue of Life.